# Rapa e Cadafaz
Rapa e Cadafaz (oficialmente: União das Freguesias de Rapa e Cadafaz) é uma freguesia portuguesa do município de Celorico da Beira, com 16,17 km² de área e 242 habitantes (censo de 2021). A sua densidade populacional é 15 hab./km².

## História
Foi constituída em 2013, no âmbito de uma reforma administrativa nacional, pela agregação das antigas freguesias de Rapa e Cadafaz e tem a sede em Rapa.

## Demografia
A população registada nos censos foi:
| Distribuição da População por Grupos Etários | Distribuição da População por Grupos Etários | Distribuição da População por Grupos Etários | Distribuição da População por Grupos Etários | Distribuição da População por Grupos Etários | Distribuição da População por Grupos Etários |
| -------------------------------------------- | -------------------------------------------- | -------------------------------------------- | -------------------------------------------- | -------------------------------------------- | -------------------------------------------- |
| Antes da agregação                           |                                              |                                              |                                              |                                              |                                              |
| Ano                                          | 0-14 anos                                    | 15-24 anos                                   | 25-64 anos                                   | >= 65 anos                                   | Total                                        |
| 2001                                         | 42                                           | 47                                           | 154                                          | 118                                          | 361                                          |
| 2011                                         | 26                                           | 28                                           | 125                                          | 123                                          | 302                                          |
| Após a agregação                             |                                              |                                              |                                              |                                              |                                              |
| Ano                                          | 0-14 anos                                    | 15-24 anos                                   | 25-64 anos                                   | >= 65 anos                                   | Total                                        |
| 2021                                         | 17                                           | 12                                           | 86                                           | 127                                          | 242                                          |